# Talang 2007
Talang 2007 var den första säsongen av TV-programmet Talang som sändes i TV4. Första programmet sändes i april och det sista programmet i maj. Programledare var Peppe Eng. Juryn bestod av Tobbe Blom, Hanna Hedlund och Bert Karlsson. Vinnare blev slutligen buktalarparet Zillah & Totte vars skapare är Cecilia "Zillah" Ustav.

## Lista över de som gick vidare till final

### Finalen av Talang 2007
1. Zillah & Totte - buktaleri
2. Magikern Julien - trolleri
3. Baby Bang - popping
4. Harlem Hot Shots - lindy hop
5. Mimmi Sandén - sång
6. Slowmotion Phax - slowmotionrörelser
7. Skånske Elias - sång
8. Diamond Dogs - dragshow

- Vinnare: Zillah & Totte - buktaleri
- Andraplats: Magikern Julien - trolleri